# Zaułek Jerzego Grotowskiego we Wrocławiu

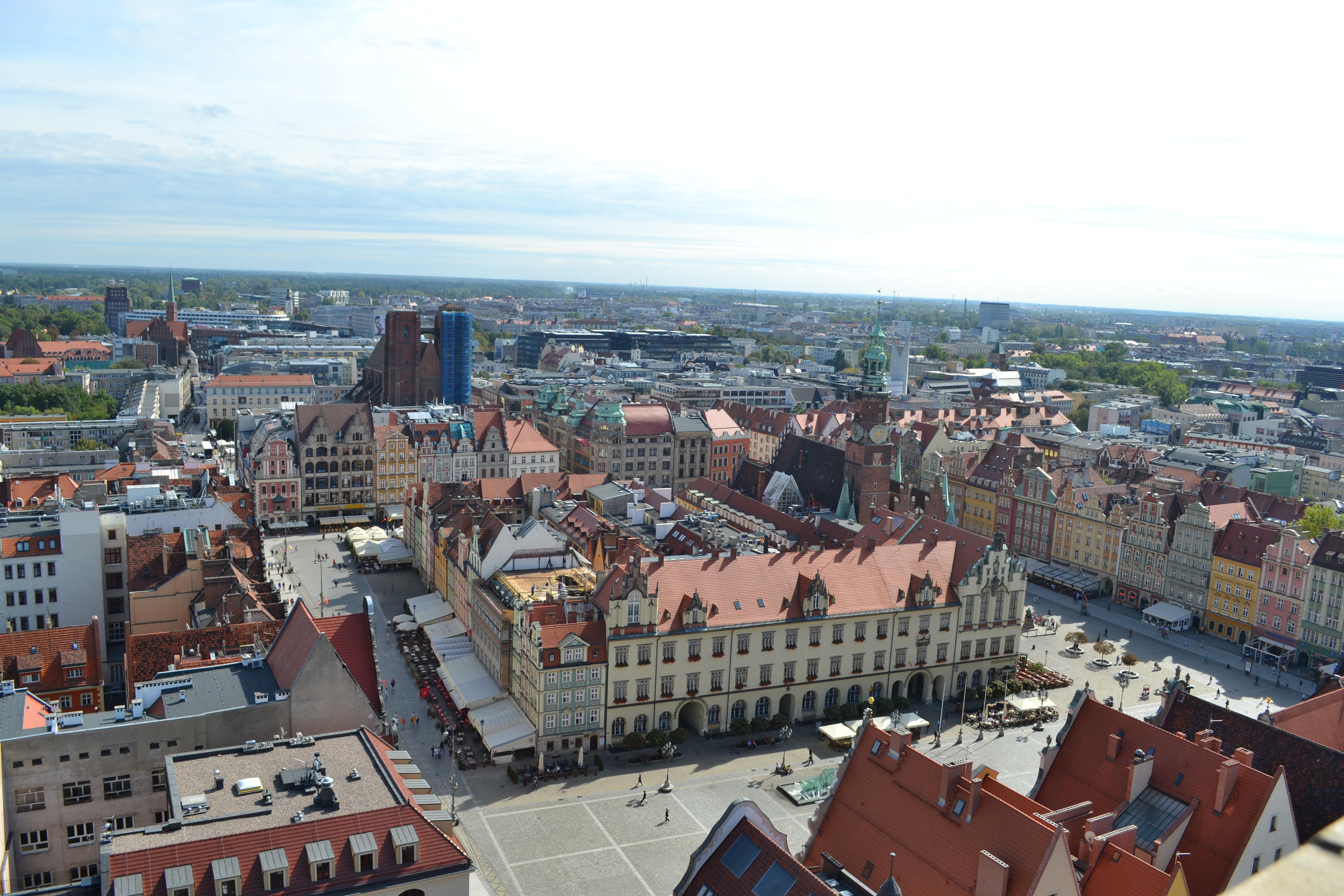
Zespół zabudowy śródrynkowej

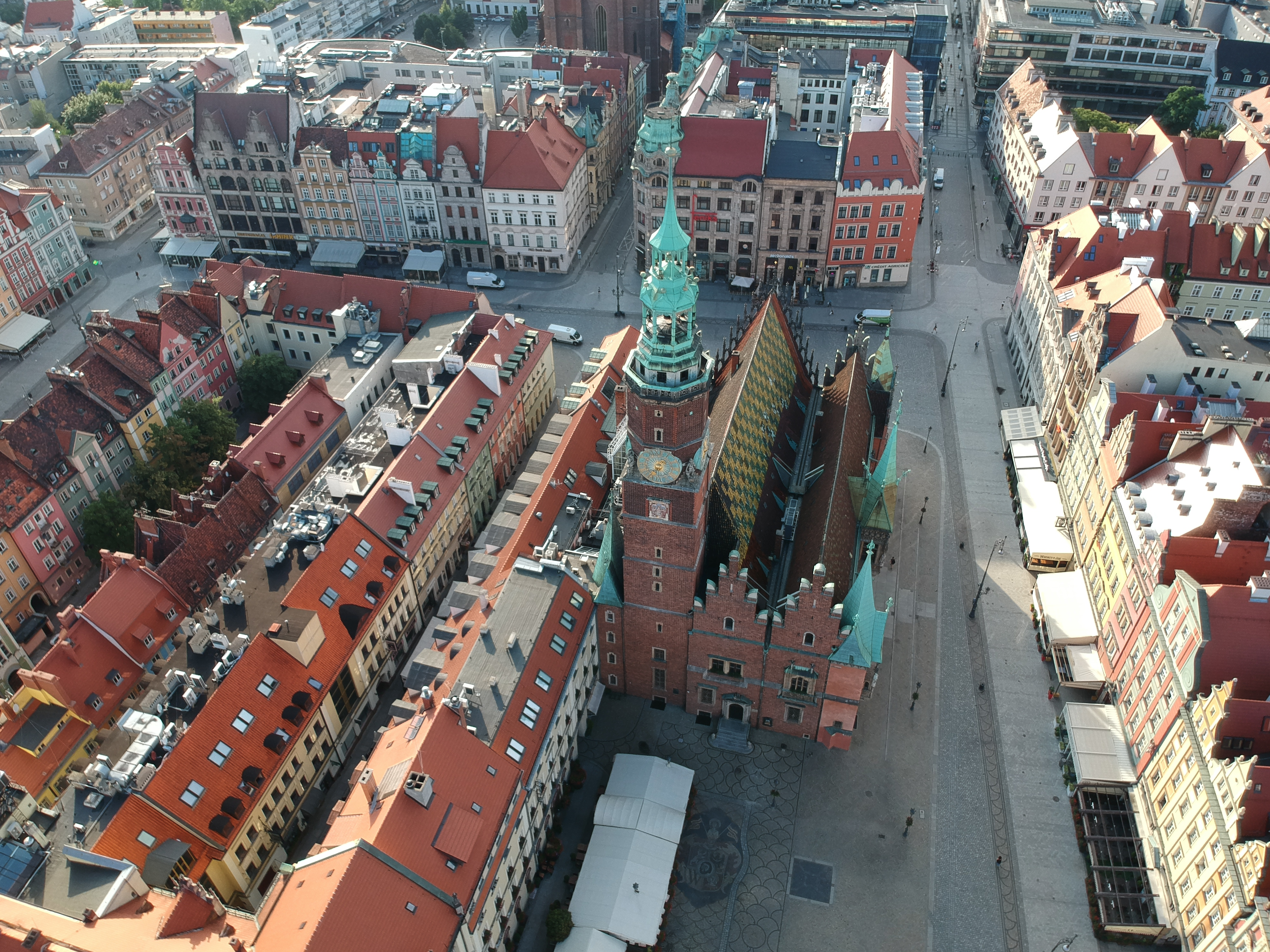
Północny odcinek

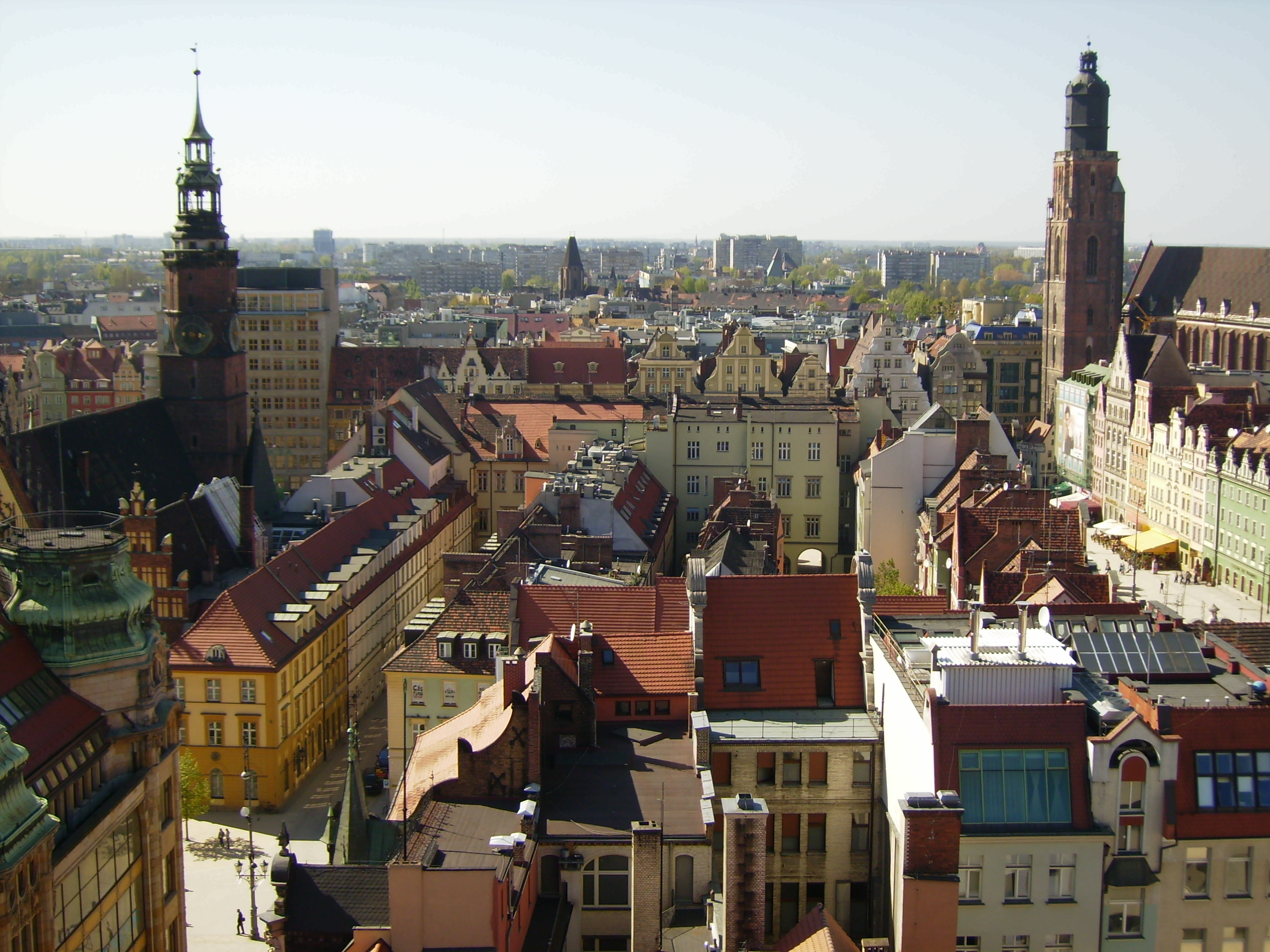
Zabudowa północnego odcinka

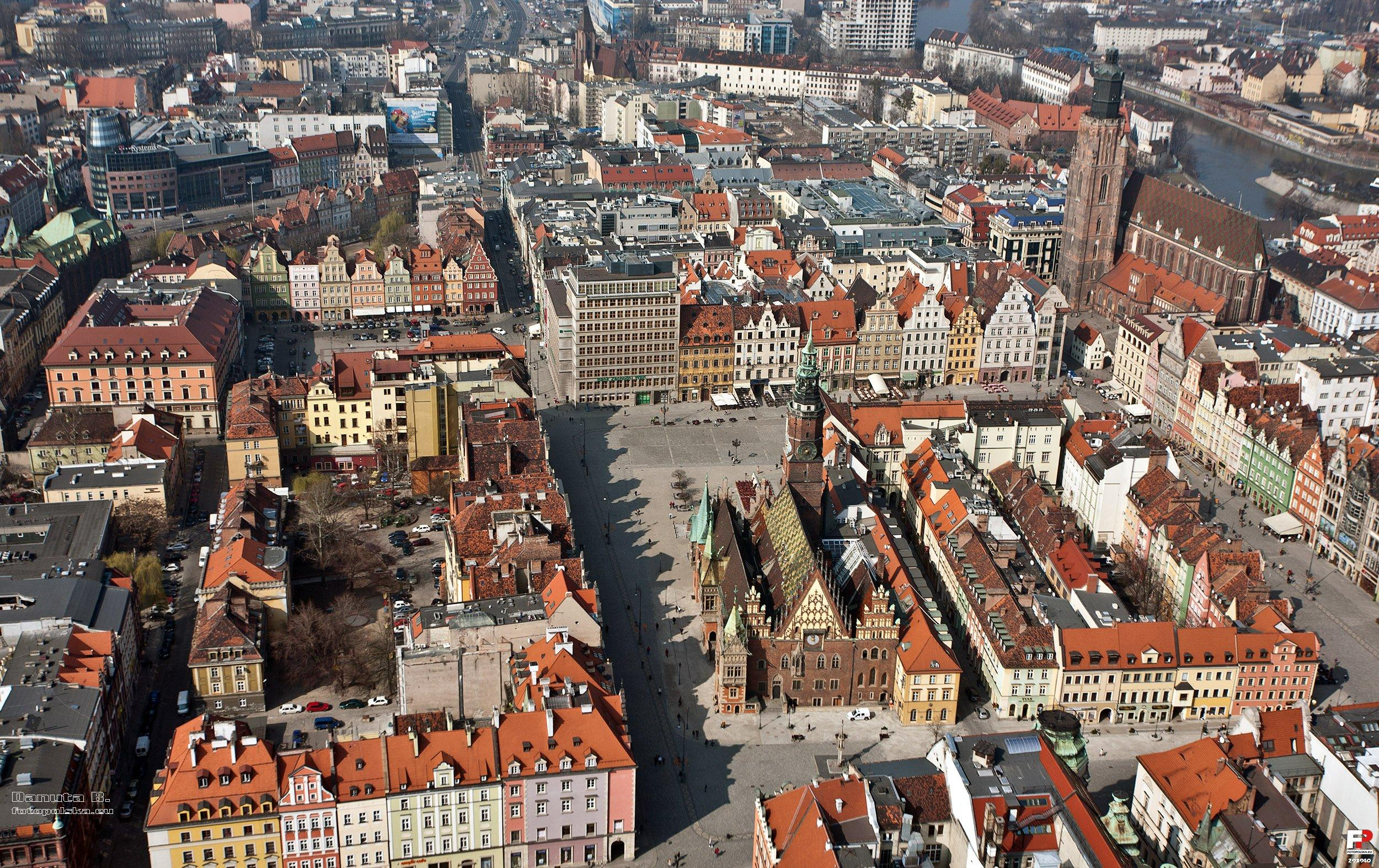
Od lewej: kwartał zabudowy z odcinkiem południowym przed rewitalizacją, po prawej zespół śródrynkowy z odcinkiem północnym

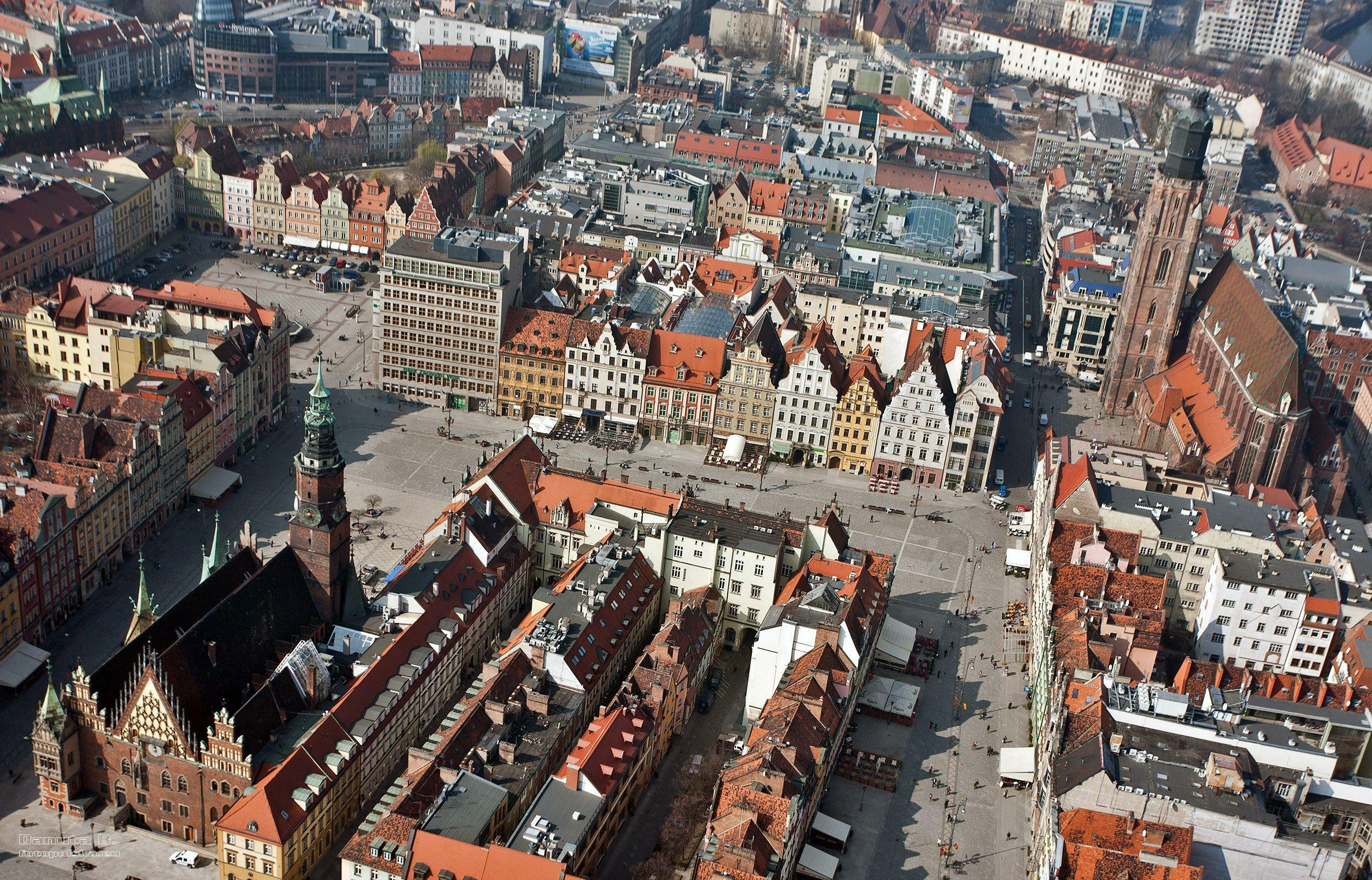
Zespół zabudowy śródrynkowej

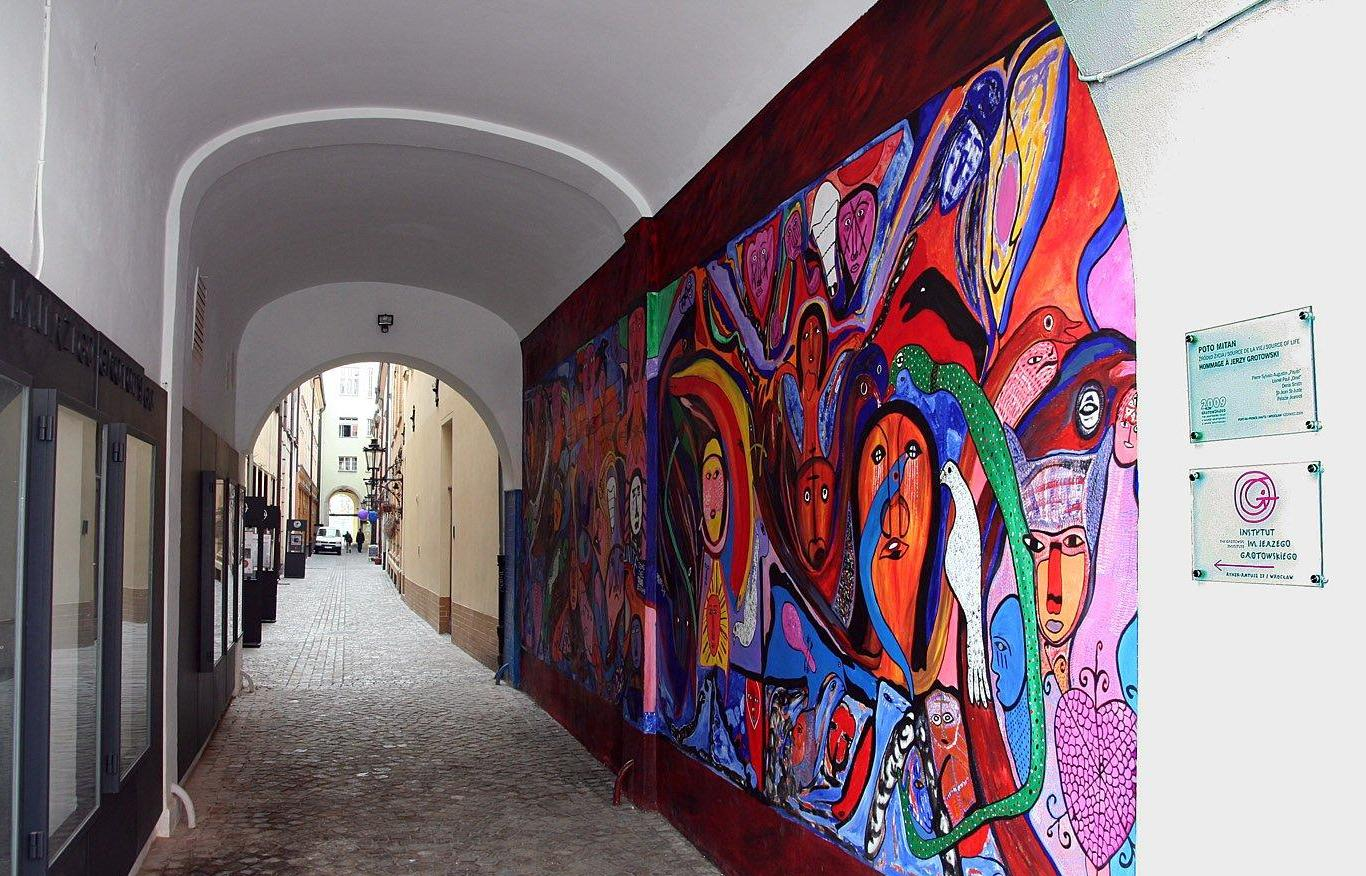
Przejście Żelaźnicze

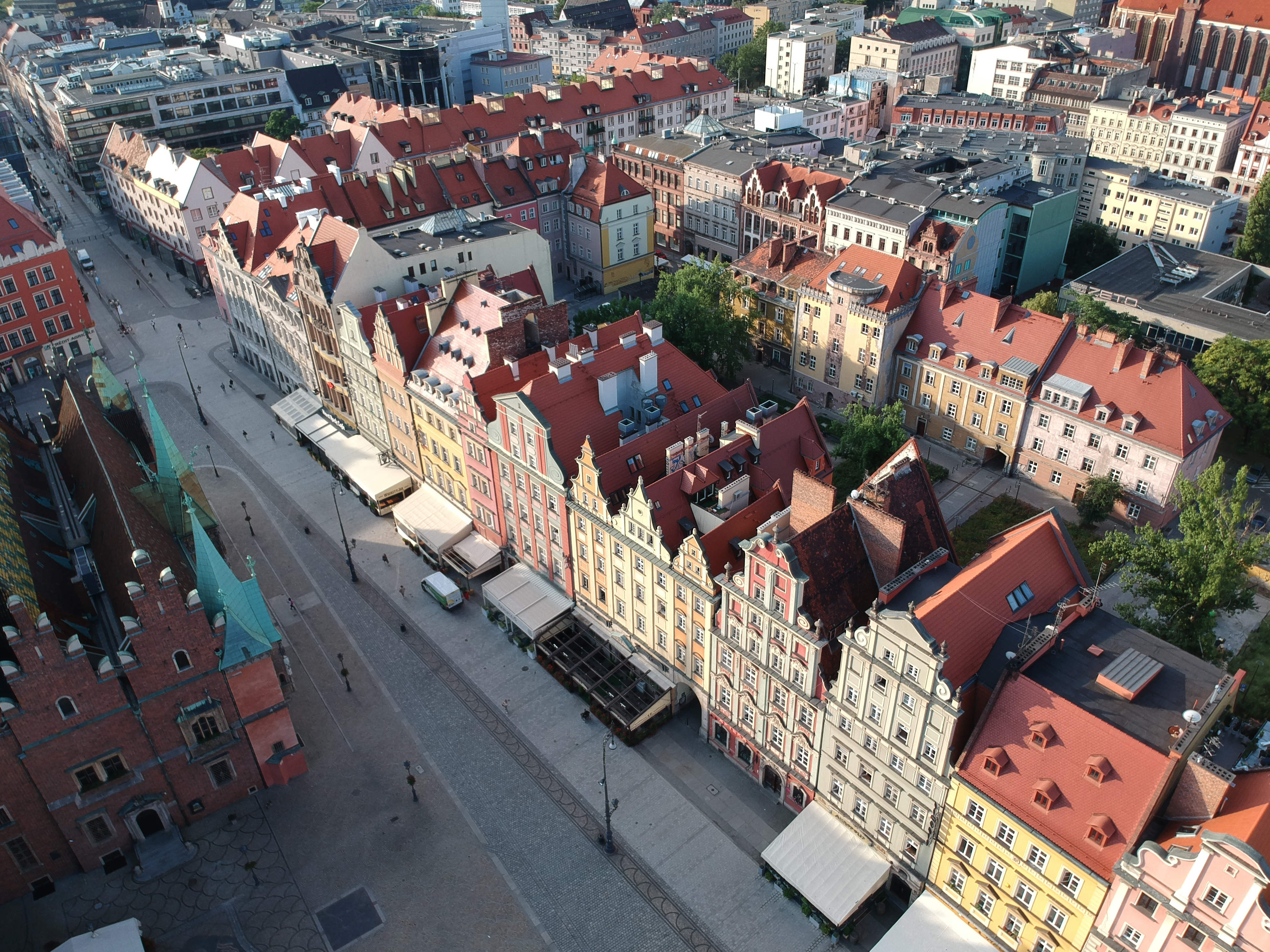
Blok urbanistyczny na południe od Rynku, przez który przebiega zaułek

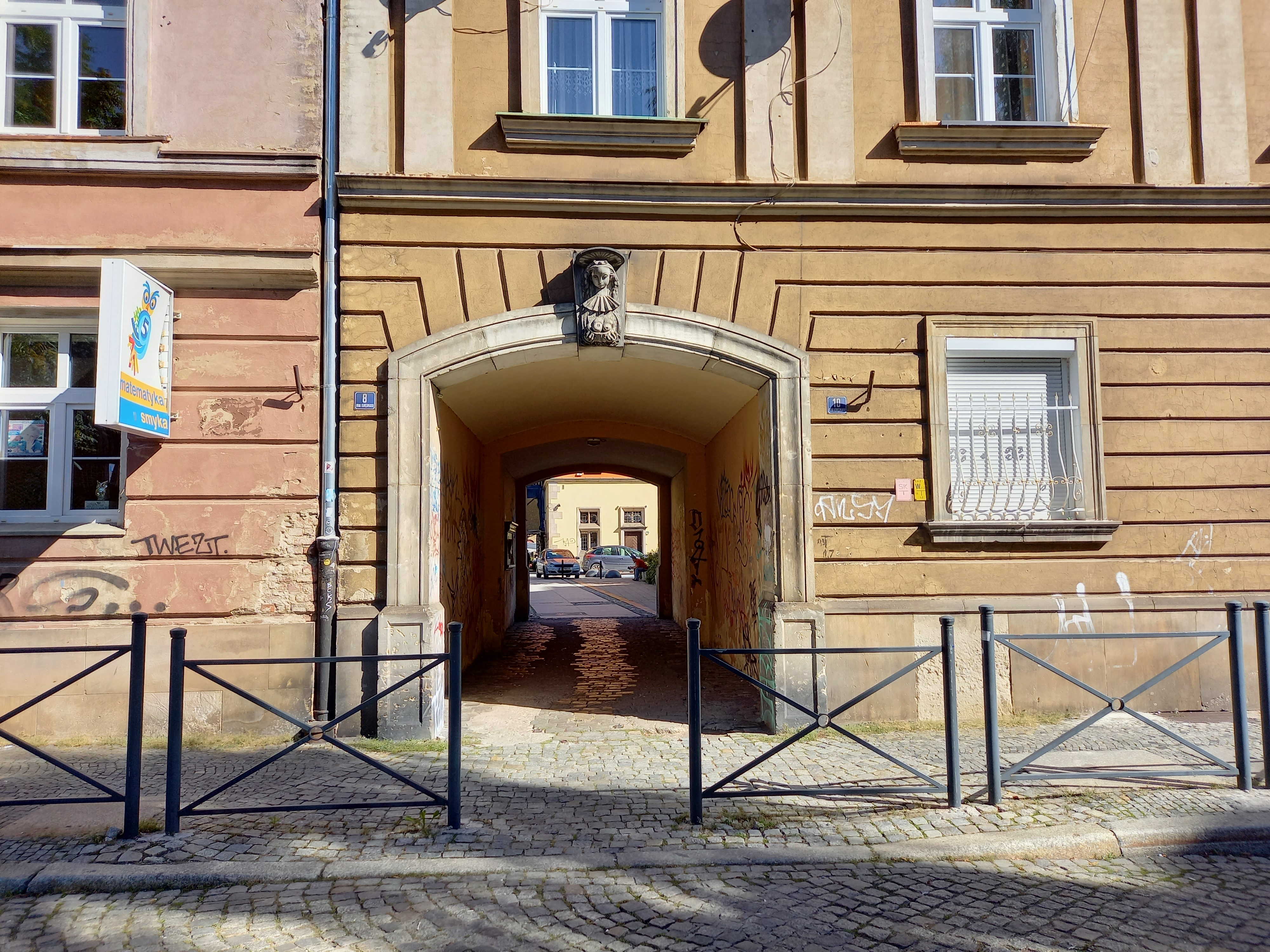
Ul. Ofiar Oświęcimskich 10, koniec zaułka

Zaułek Jerzego Grotowskiego – ulica położona we Wrocławiu na Starym Mieście. Obejmuje przejście z północy na południe w zespole zabudowy śródrynkowej oraz odcinek południowy biegnący od Rynku do ulicy Ofiar Oświęcimskich. Charakterystyczną cechą tego ciągu komunikacyjnego jest fakt, że w jego przebiegu znajduje się sześć przejść bramowych w budynkach, przez które on przebiega.

## Historia
Historia tej drogi, nazywanej pierwotnie Przejściem Poprzecznym, nierozerwalnie związana jest z lokacją miasta, a w jego ramach wrocławskiego Rynku i powstaniem w jego obrębie tretu, z uprzywilejowanymi sukiennicami, smatruzem i kramami (przy czym dotyczy to współczesnego odcinka północnego, biegnącego w zespole zabudowy śródrynkowej). Rynek stanowił ówcześnie centrum urbanistyczne, komunikacyjne i administracyjne.
Przyjmuje się, iż ulica powstała w XII wieku. Ówcześnie na całej swej długości była odkryta. Pierwszy jej fragment powstał wraz z najwcześniej wzniesionym zespołem budynków handlowych, tworzących ówczesne Sukiennice, nazywanych także Domem Kupców. Składały się nań cztery budynki podzielone na 40 komór, rozdzielone szerokim przejściem wzdłuż ich fasad oraz wąskim Przejściem Poprzecznym. Pod koniec XIII wieku zbudowano Ratusz.
Po powstaniu kolejnych obiektów droga przebiegała między zabudową Sukiennic, którą stanowiły już wówczas murowane budynki z komorami przeznaczonymi do handlu oraz drewnianą zabudową kramów i ław Przejścia Żelaźniczego i Garncarskiego. Na północ od wspomnianych Sukiennic równolegle przebiega Przejście Żelaźnicze. Tu znajdowały się Kramy Bogatych. Do XIV wieku drewnianą zabudowę kramów zastąpiono w całości murowaną, z zachowaniem Przejścia Poprzecznego. Dalej na północ przebiegało Przejście Garncarskie. Tu zlokalizowane były Kramy Płócienników, na południu przylegające do Kramów Bogatych, a na północy do hali smatruza. Stąd nazywano tę uliczkę „wśród Płócienników”, albo ulicą Płócienników. Kolejną zabudowę wzdłuż ulicy, na północ od opisanej, stanowiła wspomniana hala smatruza. Zbudowano ją dopiero w XIV wieku, a rozebrano w 1824 roku. Składała się z dwóch budynków rozdzielonych Przejściem Poprzecznym. Całość miała około 81,5 m długości, przy czym część zachodnia była dłuższa od części wschodniej. Północną pierzeję zabudowy śródrynkowej stanowiły przylegające do hali smatruza kramy siodlarzy i rymarzy, rozbudowane po jej rozebraniu.
Jak wynika z powyższego przeglądu zabudowa wzdłuż uliczki z czasem ulegała przeobrażaniom. W XIV wieku drewniane kramy zastąpione zostały murowanymi budynkami Kramów Bogatych, drewniane Kramy Płócienników oraz murowane przepierzenia hali smatruza. Zabudowa nad uliczką w formie przejść w budynkach pojawiła się w pierwszej połowie XVI wieku, kiedy to przebudowano zarówno Sukiennice, jak i Kramy Bogatych.
Współczesna, klasycystyczna zabudowa pojawiła się po 1825 roku. Znaczna część tej zabudowy uległa zniszczeniu podczas działań wojennych w czasie oblężenia Wrocławia z 1945 roku. Po wojnie część zabudowy odbudowano bądź zrekonstruowano, część zbudowano od podstaw, a przy Przejściu Garncarskim pozostawiono niezabudowany pas terenu. Działania w tym zakresie prowadzone były do końca lat 60. XX wieku.
Południowy odcinek Zaułku Jerzego Grotowskiego biegnie po śladzie dawnej ulicy Świętej Doroty, współcześnie bowiem ulica ta obejmuje jedynie szczątkowy odcinek biegnący na południe od Trasy W-Z (ulicy Kazimierza Wielkiego). Pierwotnie jednak łączyła ona Rynek z Kościołem św. Stanisława, św. Doroty i św. Wacława, przy czym jako pierwsza powstała jej część przecinająca kwartał przyrynkowy, wtórnie do planu lokacyjnego około 1242 roku. Pełniła ona funkcję pomocniczego ciągu komunikacyjnego. Zlokalizowana była pomiędzy posesjami Rynek 18 i 19, a potwierdzona od 1466 roku. Pierwotnie początek ulicy nie był przekryty nadbudową. W 1475 roku właściciele kamienic 19 i 20 zawarli pierwsze porozumienie dotyczące połączenia nad ulicą dwóch dotychczasowych narożnych kamienic i praw własności nadbudówki. Ostatecznie nadbudówka została wzniesiona w 1492 roku i została przyłączona do kamienicy nr 19.
Do końca XV wieku używano dla tego odcinka nazwy „Uliczka św. Doroty”, a także „Szubieniczna”, ewentualnie po zabudowie z 1602 roku – „Przejście św. Doroty”, później cała ulica nosiła miano Dorotheengassee, do 1945 roku. Ta część zaułku również dotknięta została zniszczeniami wojennymi, a rekonstrukcja zabudowy objęła głównie pierzeję rynkową wraz ze wspomnianym przejściem zapewniającym komunikację Rynku z kierunkiem południowym. Po II wojnie światowej rozważano rekonstrukcję ulicy Św. Doroty w jej historycznym przebiegu, jednakże z planów tych zrezygnowano, a późniejsze inwestycje (budowa Trasy W-Z, budynku ZETO) uniemożliwia zalecane w miejscowym planie zagospodarowania przestrzennego odtworzenie jej choćby w formie ciągu pieszego.
Po roku 2000 przeprowadzono liczne przebudowy, modernizacje, czy remonty położonych tu budynków. Ponadto wykonano rewitalizację podwórza przy południowym odcinku ulicy w ramach inwestycji obejmującej przestrzeń wnętrza międzyblokowego (ulic: Ofiar Oświęcimskich, Eugeniusza Gepperta, Rynek, Świdnicka) przeprowadzonej w programie zagospodarowania wnętrz międzyblokowych i placów zabaw w 2011 roku.
Należy także zaznaczyć, że historycznie ciąg pieszy od ulicy Więziennej, przez Przejście Poprzeczne, do ulicy Św. Doroty stanowił tzw. Przejście Pokutnicze.

## Nazwy
W swojej historii ulica nosiła następujące nazwy:
- Przejście Poprzeczne, do 2002 roku[3]
- Zaułek Jerzego Grotowskiego, od 2002 roku[1][3][26].

Współczesna nazwa została nadana uchwałą Rady Miejskiej Wrocławia z 4 lipca 2002 roku nr L/1741/02, przy czym nazwę tę przypisano wówczas odcinkowi północnemu przebiegającemu w zabudowie śródrynkowej. Upamiętnia ona postać wybitnego reżysera teatralnego Jerzego Grotowskiego, którego pamięć kultywuje pobliski Ośrodek Badań Twórczości Jerzego Grotowskiego.

## Układ drogowy
Cały ciąg Zaułku Jerzego Grotowskiego określany jest jako droga wewnętrzna, ale nie ma przypisanej do niego jakiejkolwiek drogi. Przebiega on bowiem przez posesje prywatne i teren przypisany do innych ulic lub placów. Przeznaczony jest do ruchu pieszego.
Ulice i place powiązane z Zaułkiem Jerzego Grotowskiego:
- odcinek północny, przebiegający przez zespół zabudowy śródrynkowej:
  - Rynek[4]
  - Przejście Garncarskie[3][4]
  - Przejście Żelaźnicze[3][4]
  - ulica Sukiennice[3][4]
  - Rynek[4]
- odcinek południowy:
  - Rynek[5]
  - ulica Ofiar Oświęcimskich[5].

Charakterystyczną cechą tego ciągu komunikacyjnego jest fakt, że w jego przebiegu znajduje się sześć przejść bramowych w budynkach (cztery w odcinku północnym przebiegającym przez zespół zabudowy śródrynkowej i dwa w odcinku południowym):
1. Rynek-Ratusz 13
2. Przejście Garncarskie 8
3. Sukiennice 5
4. Sukiennice 11
5. Rynek 19
6. Ofiar Oświęcimskich 10.

## Zabudowa i zagospodarowanie
Droga ukształtowana jest w formie ciągu pieszego. Zabudowa przy niej w części północnej to zespół zabudowy śródrykowej, przy czym charakteryzuje się ona poprzecznym usytuowaniem do samej drogi – zabudowa ta biegnie wzdłuż poprzecznych ulic, a ciąg pieszy przebiega przez przejścia bramowe. Dominuje tu historyczna zabudowa, zachowana lub odtworzona po wojnie, z lokalami użytkowymi, usługowymi, a także na wyższych kondygnacjach mieszkalnymi. Południowy odcinek to również dwie linie takiej poprzecznej zabudowy z przejściami bramowymi, między którymi w przestrzeni międzyblokowej znajduje się skwer. Przewiduje się jednak zabudowę usługową wzdłuż zaułku po obu stronach w formie pasażu przekrytym dachem i jego oświetleniem.

## Ochrona i zabytki
Obszar, na którym położona jest ulica Zaułek Jerzego Grotowskiego, podlega ochronie w ramach zespołu urbanistycznego Starego Miasta z XIII–XIX wieku, wpisanego do rejestru zabytków pod nr. rej.: 196 z 15 lutego 1962 roku oraz A/1580/212 z 12 maja 1967 roku Inną formą ochrony tych obszarów jest ustanowienie historycznego centrum miasta, w nieco szerszym obszarowo zakresie niż wyżej wskazany zespół urbanistyczny, jako pomnik historii  . Samo miasto włączyło ten obszar jako cenny i wymagający ochrony do Parku Kulturowego „Stare Miasto”, który zakłada ochronę krajobrazu kulturowego oraz uporządkowanie, zachowanie i właściwe kształtowanie krajobrazu kulturowego oraz historycznego charakteru najstarszej części miasta .
Ponadto ciąg pieszy Zaułka Jerzego Grotowskiego podlega ochronie jako historyczne Przejście Pokutnicze, łączące ulicę Więzienną z ulicą Świętej Doroty z postulatem jego pełnego odtworzenia, jako jedynego powiązania pieszego przecinającego bloki urbanistyczne. Ochrona polega między innymi na obowiązku zachowania wszystkich przejść bramowych. Stawia się liczne wymogi i ograniczenia w zakresie robót budowlanych dotyczących tej ulicy. Między innymi wymaga się wykonania nawierzchni drogi wyłącznie z kostki i płyt kamiennych przy uwzględnieniu nawiązania jej ułożenia do istniejącego układu graficznego.
Przy ulicy i w najbliższym sąsiedztwie znajdują się następujące zabytki i inne obiekty historyczne:
| obiekt, położenie | powstanie, nr rej. | fotografia |
| --- | --- | ---------- |
| odcinek północny | |            |
| Kamienica „Pod Wrocławskim Herbem” ze sklepem jubilerskim Braci Somme (od 1794 roku), obecnie budynek mieszkalno-usługowy Rynek-Ratusz 13 (przejście bramowe)              | XVII wiek, 1781 rok, lata 1957–1958 (rekonstrukcja) (XVIII wiek, 1825 rok, po 1945 roku) A/1560/233 z dnia 30 grudnia 1970 roku |            |
| Kamienica, obecnie budynek mieszkalno-usługowy Ratusz 14 (fragment pierzei wschodniej)                                                                                     | XVIII wiek, lata 1956–1960 (rekonstrukcja) (XVIII wiek, 1825 rok, po 1945 roku) A/1560/233 z dnia 30 grudnia 1970 roku |            |
| Kamienica, obecnie budynek mieszkalno-usługowy Przejście Garncarskie 8 (przejście bramowe)                                                                                 | połowa XVIII wieku, około 1880 roku, po 1945 roku (XVI wiek) A/2906/129 z dnia 15 lutego 1962 roku |            |
| Kamienica "Pod Złotą Owcą", obecnie budynek usługowy (restauracja) Sukiennice 5 (przejście bramowe)                                                                        | XIV-XV wiek, lata 20. XIX wieku, po 1945 roku gez, mpzp |            |
| Kamienica, obecnie budynek Urzędu Miasta Wrocławia Sukiennice 11 (przejście bramowe)                                                                                       | XVI – 1 połowa XVII wieku, lata 1821–1822 (projekt F. Tschech) (XX wiek) A/2696/260 z dnia 30 grudnia 1970 roku |            |
| Kamienica "Pod Żelaznym Krzyżem", obecnie budynek Urzędu Miasta Wrocławia Sukiennice 12 (fragment pierzei wschodniej)                                                      | XVI – 1 połowa XVII wieku, lata 1823–1825 (projekt F. Tschech) (1825 rok, XX wiek) 173/187 z dnia 15 lutego 1962 roku |            |
| Ratusz Staromiejski, obecnie m.in. siedziba Muzeum Miejskiego Wrocławia, Muzeum Sztuki Mieszczańskiej, restauracja Ratusz (pierzeja wschodnia)                             | wzmiankowany w 1299 roku, rozbudowy: XIV wiek, początek XV wieku, ok. 1470-1510 roku (modernizacja i rozbudowa), XVI wiek (przebudowa i modernizacja wnętrz), lata 1615–1616 (przebudowa wnętrz), lata 1884–1891 (regotyzacja fasady, klatka schodowa – projekt Karl Johann Bogislaw Lüdecke), lata 1934–1919 (2 połowa XIII wieku, lata 1471–1504) 39 z dnia 29 marca 1949 roku oraz A/2908/135 z dnia 15 lutego 1962 roku |            |
| odcinek południowy | |            |
| Kamienica „Pod Starą Szubienicą” ze sklepem i piwnicą win G. Blumenthal & Co., obecnie budynek mieszkalno-usługowy Rynek 19 (przejście bramowe)                            | XV wiek, XVI wiek, około 1605 roku, XIX wiek, 1945 rok (zniszczony), lata 1953–1960 (odbudowa) (XV-XVI wiek, po 1945 roku) A/1524/220 z dnia 30 grudnia 1970 roku |            |
| Kamienica z usługowymi kondygnacjami (m.in. Dom braci Friedenthal – koniec XIX wieku), obecnie budynek mieszkalno-usługowy (apteka) Rynek 18 (fragment pierzei zachodniej) | połowa XVI wieku, około 1740 roku, 1945 rok (zburzony), lata 1953–1960 (odbudowa) (XV wiek, XVIII wiek, lata 1952–1955) A/1523/227 z dn. 30 grudnia 1970 roku |            |
| Kamienica ulica Ofiar Oświęcimskich 10 (przejście bramowe) | koniec XVIII wieku, lata 1956–1958 (odbudowa) gez, mpzp |            |
| zamknięcie południowej osi widokowej | |            |
| Budynek biurowy – Zakład Elektronicznej Techniki Obliczeniowej ZETO ulica Ofiar Oświęcimskich 7-13                                                                         | lata 1966–1969 (proj. A., J. Tarnawscy) gez, mpzp |            |